# Communauté de communes de Moyenne Vilaine et Semnon
La Communauté de communes de Moyenne Vilaine et Semnon est une ancienne communauté de communes française, située dans le département d'Ille-et-Vilaine, en région Bretagne. Elle est depuis fusionnée dans Bretagne Porte de Loire Communauté.

## Histoire
- 31 décembre 1993 : création de la communauté de communes de Moyenne Vilaine et Semnon
- 1er janvier 2014 : la commune de Messac quitte la communauté de communes de Moyenne Vilaine et Semnon, pour rejoindre la nouvelle communauté de communes Vallons de Haute-Bretagne communauté.
- 31 décembre 2016 : dissolution de la communauté de communes de Moyenne Vilaine et Semnon pour former Bretagne porte de Loire Communauté avec la communauté de communes du Pays de Grand-Fougeray[1].

## Composition
Elle regroupait seize communes :
| Nom                      | Code Insee | Gentilé       | Superficie (km2) | Population (dernière pop. légale) | Densité (hab./km2) |
| ------------------------ | ---------- | ------------- | ---------------- | --------------------------------- | ------------------ |
| Bain-de-Bretagne (siège) | 35012      | Bainais       | 64,77            | 7 428 (2014)                      | 115                |
| La Bosse-de-Bretagne     | 35030      | Bosséens      | 10,21            | 638 (2014)                        | 62                 |
| Chanteloup               | 35054      | Canteloupéens | 17,53            | 1 814 (2014)                      | 103                |
| La Couyère               | 35089      | Coverois      | 11,72            | 510 (2014)                        | 44                 |
| Crevin                   | 35090      | Crévinois     | 8,31             | 2 647 (2014)                      | 319                |
| Ercé-en-Lamée            | 35106      | Ercéens       | 39,21            | 1 511 (2014)                      | 39                 |
| Lalleu                   | 35140      | Allodiens     | 15,47            | 598 (2014)                        | 39                 |
| La Noë-Blanche           | 35202      | Nautalbanais  | 23,18            | 970 (2014)                        | 42                 |
| Pancé                    | 35212      | Pancéens      | 19,33            | 1 148 (2014)                      | 59                 |
| Le Petit-Fougeray        | 35218      |               | 8,95             | 895 (2014)                        | 100                |
| Pléchâtel                | 35221      | Pléchâtellois | 36,32            | 2 693 (2014)                      | 74                 |
| Poligné                  | 35231      | Polinéens     | 9,24             | 1 161 (2014)                      | 126                |
| Saulnières               | 35321      | Saulniérois   | 10,34            | 717 (2014)                        | 69                 |
| Le Sel-de-Bretagne       | 35322      | Sellois       | 8,10             | 1 044 (2014)                      | 129                |
| Teillay                  | 35332      | Teillacois    | 26,21            | 1 077 (2014)                      | 41                 |
| Tresbœuf                 | 35343      | Tresbourgeois | 25,33            | 1 263 (2014)                      | 50                 |

## Administration

### Siège
Le siège de la communauté de communes était à Bain-de-Bretagne, 42 rue Sabin.

### Élus
|                       | Attributions                                                              | Identité             | Qualité                   |
| --------------------- | ------------------------------------------------------------------------- | -------------------- | ------------------------- |
| 1er                   | Lien social, transport et logement                                        | Yves Thébault        | Maire de Bain-de-Bretagne |
| 2e                    | Environnement                                                             | Patrick Derval       | Maire d'Ercé-en-Lamée     |
| 3e                    | Moyens généraux                                                           | Vincent Minier       | Maire de Chanteloup       |
| 4e                    | Jeunesse et enfance                                                       | Gilbert Ménard       | Maire du Sel-de-Bretagne  |
| 5e                    | Communication, nouvelles technologies et développement du très haut débit | Christine Gardan     | Maire de la Noé-Blanche   |
| 6e                    | Culture et patrimoine                                                     | Laurent Le Guéhennec | Maire de Saulnières       |
| 7e                    | Économie et emploi                                                        | Yvon Mellet          | Maire de Teillay          |
| Source : Ouest-France |                                                                           |                      |                           |

Le bureau communautaire comptait neuf autres membres :
- Daniel Gendrot, maire de Crevin
- Stéphane Posson, adjoint au maire de La Bosse-de-Bretagne
- Jacqueline Sollier, maire de La Couyère
- Daniel Jagault, adjoint au maire de Lalleu
- Gilles Lefèbvre, maire du Petit-Fougeray
- Jean-Marie Princen, maire de Pancé
- Guy Rinfray, maire de Poligné
- Éric Bourrasseau, maire de Pléchâtel
- Annie Moutel, maire de Tresboeuf

### Liste des présidents
| Période       | Période       | Identité       | Étiquette     | Qualité                       |
| ------------- | ------------- | -------------- | ------------- | ----------------------------- |
| décembre 1993 | juillet 1995  | Léon Gendrot   | Centre gauche | Maire de Crevin (1959 → 1995) |
| juillet 1995  | avril 2001    | Ange Geffrault | DVD           | Maire de Messac (1989 → 2008) |
| avril 2001    | décembre 2016 | Yvon Mellet    | MoDem         | Maire de Teillay (2001 → )    |